# И мы на Олимпиаду
«И мы на олимпиаду» — советский мультфильм 1940 года. Кинорежиссёр и сценарист Владимир Сутеев.

## Сюжет
Музыкальный мультфильм-сказка про мальчика.
Начинается с Удивительного выступления участника Олимпиады ученика 4 класса В Саши Промокашкина и его ученой собаки «Чапки» (которую он нарисовал на листе ватмана). Во время выступления на сцену выезжают на машине Ваня и Маша Кнопочкины с кошкой Пусик, которые «тоже на Олимпиаду». Они — «совсем, совсем детский самодеятельный ансамбль». Начинают своё выступление с исполнения «октябрятских» частушек; продолжает Саша, показывая фокусы. В конце все дети под руководством Саши танцуют и поют.

## Съёмочная группа
| сценарий и постановка     | Владимира Сутеева                                                                                     |
| ассистент                 | Борис Дёжкин                                                                                          |
| композитор                | Алексей Камин                                                                                         |
| текст песенок             | Сергей Михалков                                                                                       |
| художники-мультипликаторы | Александр Беляков, Лидия Резцова, И. Кац, Фаина Епифанова, Дмитрий Белов, Роман Давыдов, И. Коваленко |
| технический ассистент     | В. Шилина                                                                                             |
| оператор                  | П. Алипова                                                                                            |
| звукооператор             | С. Ренский                                                                                            |